# Alexandru Vlahuță

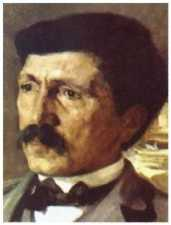
Alexandru Vlahuță

Alexandru Vlahuță, född 5 september 1858 i Pleșești, död 19 november 1919 i Bukarest, var en rumänsk författare.
Vlahuță skrev påverkad av den store skalden Mihai Eminescu i "Convorbiri literare" och andra publikationer dikter, samlade under titeln Poezii (1887–1915, prisbelönt 1919 av Rumänska akademien), dessutom noveller och novellsamlingar, bland annat Nuvele (1886), Icoane șterse (Svunna bilder, 1895), In vâltoare (I virveln, 1896, andra upplagan 1901), Clipe de liniște (Ögonblick av ro; 1899, tredje upplagan 1920) och La gura sobei (Vid härden; 1911). 
Vlahuțăs mest kända verk är hans skildring av målaren Nicolae Grigorescu (1910; översatt till franska 1911) och hans România pitorească (1901, översatt till franska: "La Roumanie pittoresque" 1903, och delvis till tjeckiska, 1912). Hans födelseort är numera uppkallad efter honom.